# Сан-Пьетро-ди-Карида
Сан-Пьетро-ди-Карида (итал. San Pietro di Caridà) — коммуна в Италии, располагается в регионе Калабрия, подчиняется административному центру Реджо-Калабрия.
Население составляет 1715 человек, плотность населения составляет 36 чел./км². Занимает площадь 47 км². Почтовый индекс — 89020. Телефонный код — 0966.
Покровителем коммуны почитается святой Себастьян, празднование 20 января.
Сан-Пьетро-ди-Карида граничит с Аккуаро, Динами, Фабриция, Галатро, Лауреана-ди-Боррелло, Серрата.